# Grzybieniowate
Grzybieniowate (Nymphaeaceae Salisb.) – rodzina hydrofitów z rzędu grzybieniowców (Nymphaeales Dumort.). Liczy około 58 gatunków zamieszkujących słodkowodne zbiorniki wodne na całym świecie (najszerzej rozprzestrzeniona rodzina spośród wczesnych okrytonasiennych). Jedyny przedstawiciel rodziny nie rosnący w zbiornikach to Nymphaea thermarum pierwotnie występujący w mule wokół gorących źródeł w Rwandzie, którego naturalne siedliska zostały jednak zniszczone (gatunek zachował się wyłącznie w ogrodach botanicznych).
Wiele gatunków jest uprawianych jako ozdobne tzw. „lilie wodne” ze względu na okazałe kwiaty lub z powodu efektownych, dużych liści pływających. Nasiona i kłącza niektórych gatunków są jadalne.

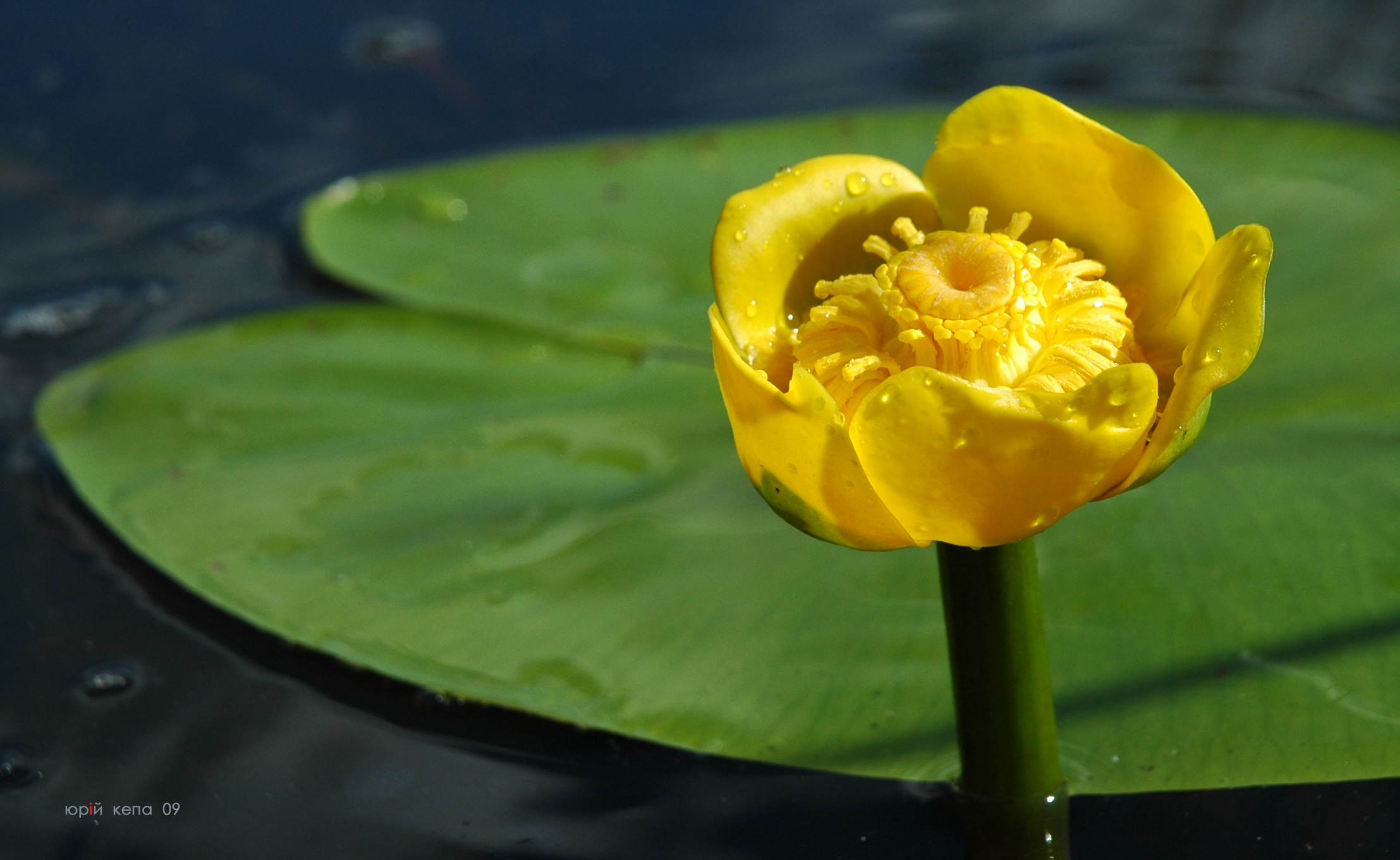
Kwiat grążela żółtego

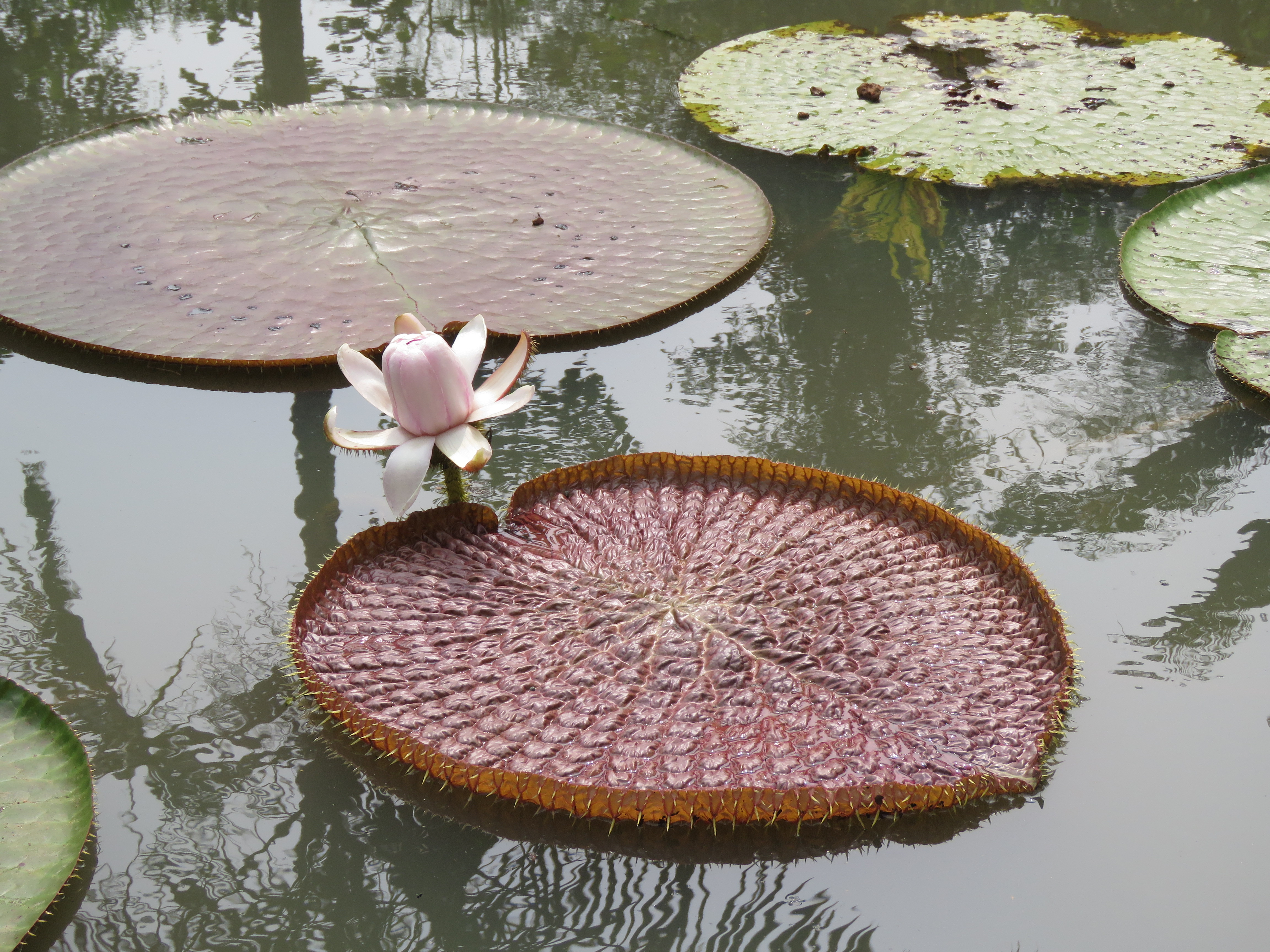
Wiktoria królewska

## Morfologia
PokrójRośliny o grubym kłączu rosnącym na dnie zbiornika, z którego wyrastają długoogonkowe liście i pojedyncze kwiaty umieszczone na długich szypułkach. Kłącze zwykle pełzające, tylko u roślin z rodzaju grążel krótkie i wzniesione.
LiścieCzęść liści zanurzona, część ma blaszki pływające po powierzchni wody, czasem też wynurzone. Liście pływające mają blaszki duże, okrągłe, tarczowate lub sercowate. U wiktorii królewskiej liście osiągają ok. 2 m średnicy i usztywnione rurkowatymi wiązkami przewodzącymi mogą utrzymać na powierzchni wody ciężar do 75 kg. Liście zanurzone grążeli mają wygląd przypominający liście sałaty.
KwiatyOsadzone pojedynczo na długich szypułkach unoszą się na powierzchni wody lub ponad nią. Kwiaty są zwykle duże, promieniste, obupłciowe. Działek kielicha jest od 4 do 9 i są one zielone lub podobne do płatków korony. Te zwykle są żywo zabarwione, liczne (brak ich u Ondinea), umieszczone skrętolegle na osi, u wielu gatunków stopniowo przechodzą w liczne pręciki. Zalążnia jest dolna lub wpół dolna – zagłębiona w beczułkowato zgrubiałym dnie kwiatowym (górna tylko w rodzajach Nuphar i Ondinea), utworzona z 3–40 owocolistków. Na owocolistkach rozwijają się powierzchniowo liczne zalążki. Znamię okazałe, dyskowate.
OwoceMięsiste, uwalniają nasiona przez pęknięcia lub rozkład ścian. Butelkowatego kształtu owoce grążeli unoszą się na powierzchni wody, a owoce innych rodzajów opadają na dno. Nasiona zaopatrzone są w osnówkę zawierającą luźne przestwory otaczające nasiono. Dzięki takiej budowie może ono długo unosić się w wodzie i być transportowane na znaczne odległości. Wewnątrz nasion znajduje się drobny zarodek otoczony silnie rozwiniętą tkanką odżywczą – obielmem.

## Anatomia
Specyficzny jest układ i budowa wiązek przewodzących w łodydze (kłączu). Są one rozmieszczone na całym przekroju poprzecznym łodygi, a elementy drewna tworzą tylko cewki. W grubych szypułkach kwiatowych i ogonkach liściowych występuje miękisz powietrzny umożliwiający wymianę gazową między organami podwodnymi i powietrzem atmosferycznym. Szparki oddechowe znajdują się tylko na górnej stronie liści pływających.

## Systematyka i pochodzenie

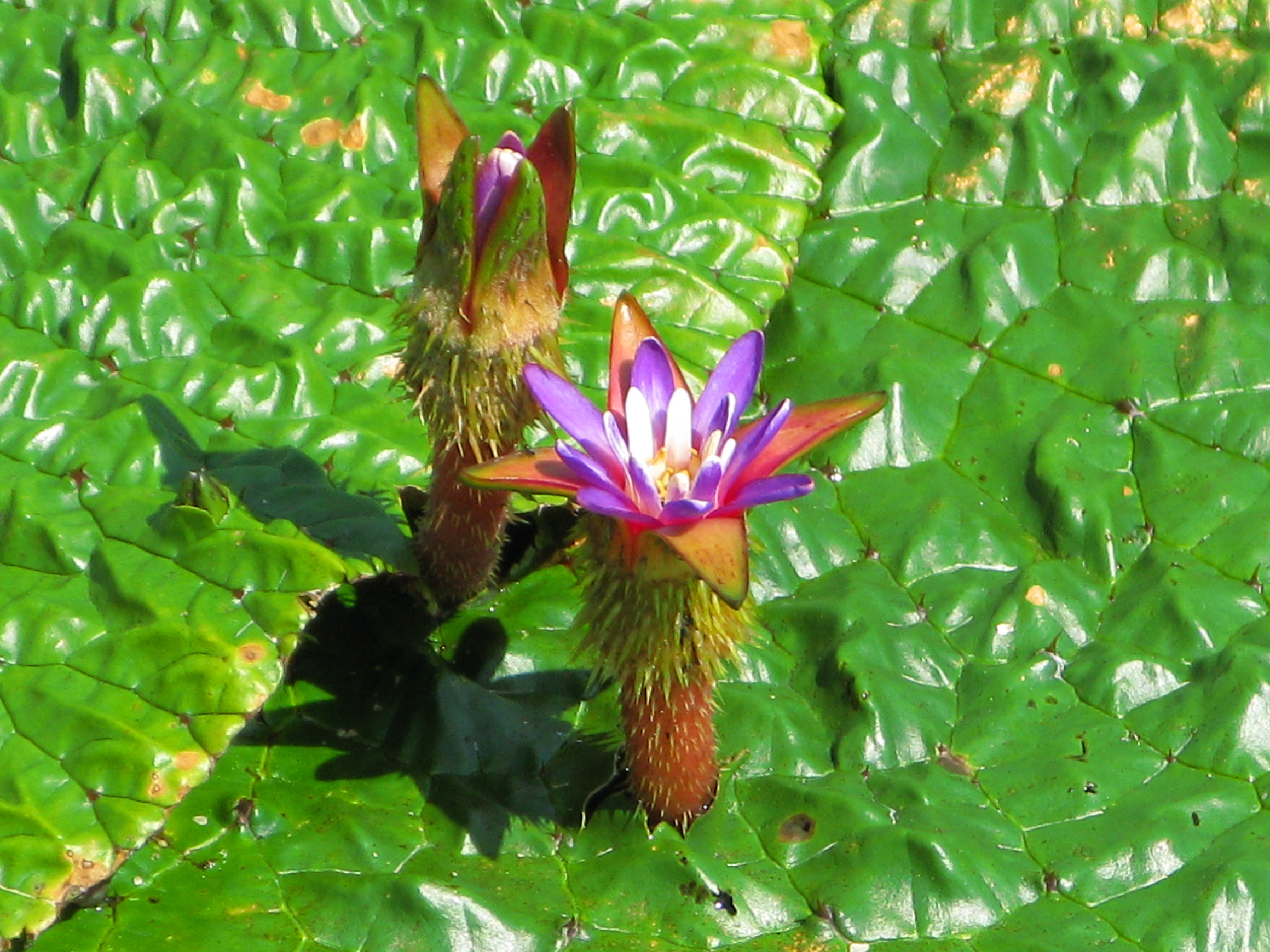
Kwiat rozłożni kolczastej

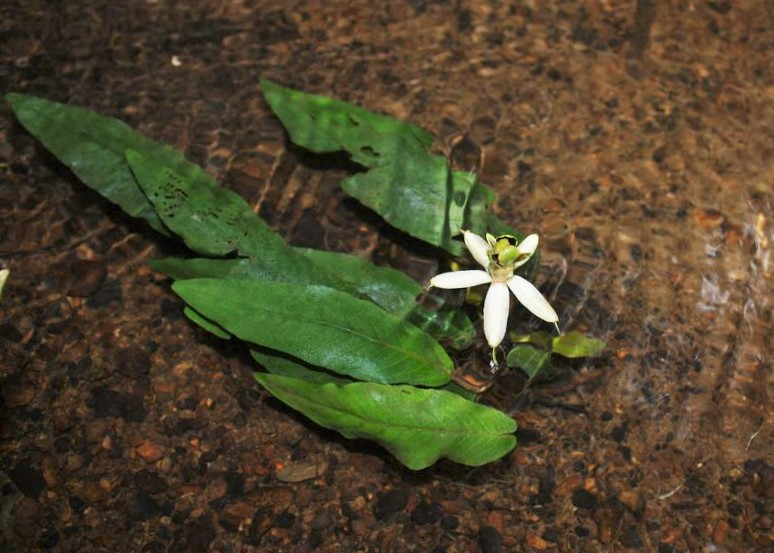
Barklaja długolistna

Pozycja systematyczna rodziny od dawna budziła dyskusje wśród botaników ze względu na pierwotne cechy tych roślin i podobieństwa do jednoliściennych. W systemie Takhtajana rodzina klasyfikowana była w nadrzędzie Nymphaeanae sytuowanym obok Magnolianae, a w wersji systemu z 1997 grupa ta została podniesiona do rangi podklasy Nymphaeidae. W ostatniej dekadzie XX wieku stwierdzono i dowiedziono przynależność grzybieniowatych do tzw. wczesnych dwuliściennych, tworzących najstarsze linie rozwojowe w obrębie okrytonasiennych. 
W obrębie rodziny umieszczano dawniej rodzaj lotos Nelumbo, który w istocie reprezentuje rząd srebrnikowców Proteales, w obrębie którego wyodrębniany jest w randze rodziny lotosowate Nelumbonaceae. Do systemu APG II (2003) opcjonalnie włączano do tej rodziny także podrodzinę Cabomboideae. W późniejszych systemach (APG III z 2009 i APG IV z 2016) jej przedstawiciele uznawani są już za odrębną, choć siostrzaną rodzinę pływcowatych Cabombaceae.
Najstarsze skamieniałości grzybieniowatych datowane są na 90 milionów lat (kreda późna).
Pozycja systematyczna rodziny według Angiosperm Phylogeny Website i systemu APG IV (2016)
Rodzina grzybieniowate należy do rzędu grzybieniowców (Nymphaeales Dumort.), stanowiącego drugie w kolejności po amborellowatych odgałęzienie w historii rozwoju okrytonasiennych. Pozycję systematyczną, filogenezę i miejsce w obrębie grzybieniowców przedstawia poniższy kladogram:
|  | \| \| grzybieniowate Nymphaeaceae \| \| \| \| \| \| pływcowate Cabombaceae \| \| \| \| |
|  |                                                                                        |
|  | hydatellowate Hydatellaceae                                                            |
|  |                                                                                        |
|  | grzybieniowate Nymphaeaceae                                                            |
|  |                                                                                        |
|  | pływcowate Cabombaceae                                                                 |
|  |                                                                                        |

|  | grzybieniowate Nymphaeaceae |
|  |                             |
|  | pływcowate Cabombaceae      |
|  |                             |

|  | \| \| grzybieniowate Nymphaeaceae \| \| \| \| \| \| pływcowate Cabombaceae \| \| \| \| |
|  |                                                                                        |
|  | hydatellowate Hydatellaceae                                                            |
|  |                                                                                        |
|  | grzybieniowate Nymphaeaceae                                                            |
|  |                                                                                        |
|  | pływcowate Cabombaceae                                                                 |
|  |                                                                                        |

|  | grzybieniowate Nymphaeaceae |
|  |                             |
|  | pływcowate Cabombaceae      |
|  |                             |

|  | \| \| grzybieniowate Nymphaeaceae \| \| \| \| \| \| pływcowate Cabombaceae \| \| \| \| |
|  |                                                                                        |
|  | hydatellowate Hydatellaceae                                                            |
|  |                                                                                        |
|  | grzybieniowate Nymphaeaceae                                                            |
|  |                                                                                        |
|  | pływcowate Cabombaceae                                                                 |
|  |                                                                                        |

|  | grzybieniowate Nymphaeaceae |
|  |                             |
|  | pływcowate Cabombaceae      |
|  |                             |

|  | \| \| grzybieniowate Nymphaeaceae \| \| \| \| \| \| pływcowate Cabombaceae \| \| \| \| |
|  |                                                                                        |
|  | hydatellowate Hydatellaceae                                                            |
|  |                                                                                        |
|  | grzybieniowate Nymphaeaceae                                                            |
|  |                                                                                        |
|  | pływcowate Cabombaceae                                                                 |
|  |                                                                                        |

|  | grzybieniowate Nymphaeaceae |
|  |                             |
|  | pływcowate Cabombaceae      |
|  |                             |

### Podział systematyczny rodziny
W obrębie rodziny wyróżnia się dwie podrodziny z 5 rodzajami. Przed 2009 rokiem wyróżniano także monotypowy rodzaj Ondinea, który okazał się być gatunkiem zagnieżdżonym w rodzaju grzybienie Nymphaea (obecnie klasyfikowany jako Nymphaea ondinea), którego odmienność budowy okazała się być wynikiem szybkich zmian ewolucyjnych tłumaczonych adaptacją do specyficznych siedlisk (okresowo wysychających strumieni). Kłopotliwa w wielu analizach jest też pozycja utrwalonych rodzajów rozłożnia Euryale i wiktoria Victoria, które także przedstawiane bywają jako zagnieżdżone w obrębie rodzaju Nymphaea (klad Euryale-Victoria miał być siostrzany wobec podgatunków Hydrocallis-Lotus w obrębie rodzaju Nymphaea). W związku z polifiletycznym w takiej sytuacji charakterem rodzaju grzybienie (Nymphaea) cała grupa Nymphaea-Euryale-Victoria(-Ondinea) łączona bywała w jeden rodzaj Nymphaea sensu lato. W innych analizach grzybienie (Nymphaea) sytuowane są jako siostrzane wobec pary Euryale i Victoria.
Podział rodziny na podrodziny i rodzaje:
- podrodzina Nupharoideae Ito
  - Nuphar Sm. – grążel
- podrodzina Nymphaeoideae
  - Barclaya Wallich – barklaja
  - Nymphaea L. – grzybienie
  - Euryale Salisb. – rozłożnia
  - Victoria Lindl. – wiktoria

Relacje filogenetyczne w obrębie rodziny:
|  | grążel Nuphar |
|  |               |

|  | grzybienie Nymphaea                                                     |
|  |                                                                         |
|  | \| \| rozłożnia Euryale \| \| \| \| \| \| wiktoria Victoria \| \| \| \| |
|  |                                                                         |
|  | rozłożnia Euryale                                                       |
|  |                                                                         |
|  | wiktoria Victoria                                                       |
|  |                                                                         |

|  | rozłożnia Euryale |
|  |                   |
|  | wiktoria Victoria |
|  |                   |

|  | grzybienie Nymphaea                                                     |
|  |                                                                         |
|  | \| \| rozłożnia Euryale \| \| \| \| \| \| wiktoria Victoria \| \| \| \| |
|  |                                                                         |
|  | rozłożnia Euryale                                                       |
|  |                                                                         |
|  | wiktoria Victoria                                                       |
|  |                                                                         |

|  | rozłożnia Euryale |
|  |                   |
|  | wiktoria Victoria |
|  |                   |

|  | grzybienie Nymphaea                                                     |
|  |                                                                         |
|  | \| \| rozłożnia Euryale \| \| \| \| \| \| wiktoria Victoria \| \| \| \| |
|  |                                                                         |
|  | rozłożnia Euryale                                                       |
|  |                                                                         |
|  | wiktoria Victoria                                                       |
|  |                                                                         |

|  | rozłożnia Euryale |
|  |                   |
|  | wiktoria Victoria |
|  |                   |

|  | grzybienie Nymphaea                                                     |
|  |                                                                         |
|  | \| \| rozłożnia Euryale \| \| \| \| \| \| wiktoria Victoria \| \| \| \| |
|  |                                                                         |
|  | rozłożnia Euryale                                                       |
|  |                                                                         |
|  | wiktoria Victoria                                                       |
|  |                                                                         |

|  | rozłożnia Euryale |
|  |                   |
|  | wiktoria Victoria |
|  |                   |

|  | grążel Nuphar |
|  |               |

|  | grzybienie Nymphaea                                                     |
|  |                                                                         |
|  | \| \| rozłożnia Euryale \| \| \| \| \| \| wiktoria Victoria \| \| \| \| |
|  |                                                                         |
|  | rozłożnia Euryale                                                       |
|  |                                                                         |
|  | wiktoria Victoria                                                       |
|  |                                                                         |

|  | rozłożnia Euryale |
|  |                   |
|  | wiktoria Victoria |
|  |                   |

|  | grzybienie Nymphaea                                                     |
|  |                                                                         |
|  | \| \| rozłożnia Euryale \| \| \| \| \| \| wiktoria Victoria \| \| \| \| |
|  |                                                                         |
|  | rozłożnia Euryale                                                       |
|  |                                                                         |
|  | wiktoria Victoria                                                       |
|  |                                                                         |

|  | rozłożnia Euryale |
|  |                   |
|  | wiktoria Victoria |
|  |                   |

|  | grzybienie Nymphaea                                                     |
|  |                                                                         |
|  | \| \| rozłożnia Euryale \| \| \| \| \| \| wiktoria Victoria \| \| \| \| |
|  |                                                                         |
|  | rozłożnia Euryale                                                       |
|  |                                                                         |
|  | wiktoria Victoria                                                       |
|  |                                                                         |

|  | rozłożnia Euryale |
|  |                   |
|  | wiktoria Victoria |
|  |                   |

|  | grzybienie Nymphaea                                                     |
|  |                                                                         |
|  | \| \| rozłożnia Euryale \| \| \| \| \| \| wiktoria Victoria \| \| \| \| |
|  |                                                                         |
|  | rozłożnia Euryale                                                       |
|  |                                                                         |
|  | wiktoria Victoria                                                       |
|  |                                                                         |

|  | rozłożnia Euryale |
|  |                   |
|  | wiktoria Victoria |
|  |                   |

## Znaczenie użytkowe
Jadalne są nasiona i kłącza wielu gatunków grzybieni. Z nasion grążela Nuphar polysperma Indianie sporządzali mąkę. We wschodniej Azji spożywano nasiona rozłożni kolczastej. Kwiaty niektórych grzybieni zawierają substancje psychoaktywne i były wykorzystywane przez kapłanów i szamanów do wprowadzania siebie w stan ekstazy. Liczne gatunki i odmiany grążeli i grzybieni uprawiane są jako rośliny ozdobne w stawach, a niektóre grzybienie i rośliny z rodzaju barklaja uprawiane są także w akwariach.